# Гуськов Олександр Олександрович
Олександр Олександрович Гуськов (рос. Александр Александрович Гуськов; 26 листопада 1976, м. Горький, СРСР) — російський хокеїст, захисник. Виступає за ЦСКА (Москва) у Континентальній хокейній лізі. Заслужений майстер спорту Росії (2002).
Вихованець хокейної школи «Торпедо» (Горький), перший тренер — Віктор Коноваленко. Виступав за «Трактор» (Челябінськ), «Лада» (Тольятті), «Нафтохімік» (Нижньокамськ), «Локомотив» (Ярославль), «Ак Барс» (Казань), «Авангард» (Омськ), ЦСКА (Москва), «Сєвєрсталь» (Череповець).
У складі національної збірної Росії учасник чемпіонатів світу 2002, 2003 і 2004 (24 матча, 1+4).
Досягнення
- Срібний призер чемпіонату світу (2002)
- Чемпіон Росії (2002, 2003), срібний призер (2006, 2008, 2009)
- Володар Кубка європейських чемпіонів (2005).